# ESC Bad Liebenzell
Die Black Hawks Bad Liebenzell sind eine deutsche Eishockeymannschaft aus Bad Liebenzell, die dem Eissport-Verband Baden-Württemberg angehört. Die Erste Mannschaft spielt in der Saison 2011/12 in der Regionalliga Süd-West.

## Geschichte
Am 14. Juni 1988 wurde der ESC Bad Liebenzell als eingetragener Verein gegründet.

## Trainer
- 2009 – Nov. 2010 Igor Dorochin